# Književnost u 1803.
◄◄ | ◄ | 1800. | 1801. | 1802. | 1803.  | 1804. | 1805. | 1806. | ► | ►►
Arhitektura • Astronomija • Biologija • Glazba • Kazalište • Kemija • Kiparstvo • Knjige • Književnost • Kršćanstvo • Meteorologija • Medicina • Politika • Pravo • Promet • Slikarstvo • Šport • Znanost
Književnost u 1803.

## Svijet

### Rođenja
- 25. svibnja – Ralph Waldo Emerson, američki filozof, esejist i pjesnik (* 1882.)

## Vanjske poveznice
|  | Zajednički poslužitelj ima još gradiva o temi Književnost u 1803. |